# Esposizione universale di Parigi (1867)
L'Esposizione universale di Parigi del 1867 (ufficialmente (FR)  Exposition universelle de Paris 1867), è la seconda manifestazione di questo genere organizzata nella capitale francese.

## Storia
L'organizzazione dell'edizione, che si svolse dal 1º aprile al 3 novembre, venne decisa da Napoleone III e segnò l'apice del Secondo Impero francese. Il fine principale dell'esposizione non fu la mostra di prodotti provenienti da tutto il mondo, bensì la promozione di una migliore conoscenza tra le nazioni grazie alle mostre nei padiglioni. È in questa edizione che si consolida l'idea dei padiglioni che poi verrà implementata in tutte le successive edizioni.